# María Jesús Montero
María Jesús Montero Cuadrado (ur. 4 lutego 1966 w Sewilli) – hiszpańska polityk i samorządowiec, działaczka Hiszpańskiej Socjalistycznej Partii Robotniczej (PSOE), minister w rządzie regionalnym Andaluzji, od 2018 minister finansów w hiszpańskim rządzie, od 2023 również wicepremier.

## Życiorys
Absolwentka medycyny i chirurgii na Uniwersytecie w Sewilli, uzyskała również magisterium z zarządzania placówkami szpitalnymi w szkole biznesowej EADA. Pracowała w jednostkach służbie zdrowia, od połowy lat 90. jako zastępca dyrektora do spraw medycznych w szpitalu Hospital Universitario Virgen de Valme. Później została zatrudniona w szpitalu Hospital Universitario Virgen del Rocío, gdzie m.in. pełniła funkcję zastępcy dyrektora generalnego.
Zaangażowała się w działalność polityczną w ramach Hiszpańskiej Socjalistycznej Partii Robotniczej. W 2002 została zastępcą ministra zdrowia w rządzie Andaluzji. Od 2008 była wybierana na posłankę do parlamentu tej wspólnoty autonomicznej. W latach 2004–2012 sprawowała urząd ministra zdrowia w rządzie regionalnym, następnie do 2013 była ministrem zdrowia i opieki społecznej. W 2013 przeszła na stanowisko ministra finansów i administracji publicznej w tym samym gremium, kierowanym wówczas przez Susanę Díaz.
W czerwcu 2018 objęła stanowisko ministra finansów w nowo powołanym rządzie Pedra Sáncheza. W utworzonym w styczniu 2020 drugim gabinecie dotychczasowego premiera pozostała na stanowisku ministra finansów, przejmując dodatkowo funkcję rzecznika prasowego rządu. Stanowisko rzecznika zajmowała do lipca 2021, przejęła wówczas dodatkowo odpowiedzialność za służby publiczne. Funkcję ministra finansów i służb publicznych zachowała w listopadzie 2023 w trzecim rządzie lidera PSOE, powołano ją wówczas dodatkowo na urząd czwartego wicepremiera. W grudniu tegoż roku awansowała na stanowisko pierwszego wicepremiera, pozbawiono ją natomiast odpowiedzialności za służby publiczne.
W wyborach w kwietniu 2019, listopadzie 2019 i 2023 uzyskiwała mandat posłanki do Kongresu Deputowanych.